# 金沙港社区
金沙港社区是中国浙江省杭州市西湖区西湖街道所辖的一个社区。该社区西起北高峰，东至杨公堤，北起灵隐路，南至丁家山。总面积约4平方公里，总人口5540人。西湖风景名胜区管委会位于该社区。风景区有灵隐景区、杨公堤、赵公堤等。社区由金沙港、茅家埠、白乐桥、金沙四个居民区于2001年3月组建。